# Frías de Albarracín
Frías de Albarracín es un municipio y localidad española de la provincia de Teruel, en la comunidad autónoma de Aragón. El término municipal, ubicado en la comarca de la Sierra de Albarracín, tiene una población de 112 habitantes (INE 2024).

## Geografía
El municipio tiene un área de 50,79 km².  

## Historia
El  21 de junio de 1257, por privilegio del rey Jaime I dado en Teruel, este lugar pasa a  formar parte de Sesma de Frías de Albarracín en la   Comunidad de Santa María de Albarracín, que dependían directamente del rey, perdurando este régimen administrativo siendo la única que ha permanecido viva tras la aplicación del Decreto de Disolución de las mismas, en 1837, teniendo su sede actual en Tramacastilla.
En el pueblo nació el fraile capuchino Agustín de Frías de Albarracín, fundador de la localidad venezolana de San José de Areocuar.  En la localidad estaba desarrollada una artesanía del cuero de alta calidad, hasta hace pocos años, plasmada  a veces en mochilas que entre otros solían utilizar los pastores por su gran resistencia.
A mediados del siglo XIX, el lugar tenía contabilizada una población de 678 habitantes. Aparece descrito en el octavo volumen del Diccionario geográfico-estadístico-histórico de España y sus posesiones de Ultramar de Pascual Madoz de la siguiente manera:

FRIAS: l. con ayunt. en la prov. de Teruel (8 leg.), part. jud. y dióc. de Albarracin (3), aud. terr. y c. g. de Zaragoza (27): sit. en lo mas elevado de la sierra, que lleva el nombre del part. jud., á la falda de un pequeño cerro en terreno montuoso y quebrado, combatido por el viento N., por cuya razon y por la de ser sitio cubierto de nieve en casi todo el año goza de clima frio, aunque sano. Las casas, en número de 125, forman cuerpo de pobl., distribuidas en 10 calles y una plaza; tiene una escuela de niñas dotada en 1,100 rs. y concurrida por 56 alumnos, casa de ayunt., una fuente de agua delgada y fria; igl. parr. (la Asuncion de Maria Sma.), servida por un cura y sacristan, dependiendo de aquella el barrio llamado Casas de Frias; actualmente sirve de templo parr. una pequeña ermita por encontrarse aquel completamente arruinado; en el mismo estado se halla el cementerio, sit. junto á la igl. en un estremo de la pobl.: cuenta por último varias ermitas, una en el pueblo (la Concepcion), 4 en las inmediaciones (San Roque, San Sebastian, San Quilez y la Magdalena], y la última (el Carmen) en el barrio de las Casas. El térm. confina al N. con Nogueras (2 leg.); E. Moscardon (1); S. Vallecillo (2), y O. Guadalaviar y Villar (2); se estiende 1 y 1/2 leg, de S. a N., y 1 de E. á 0.; en él hay varios manantiales de buenas aguas. El terreno es quebrado, montuoso, secano y de mala calidad, teniendo 1,200 fan. de tierra de monte y pinar de donde en otros tiempos se cortaron maderas muy útiles de construccion; una deh. de 1,000 fan. de cabida, otra de 500, otra de 700, y de 800 otra, sit. en los Archiveles, Estepar de enmedio, Estepar Cabero y la Sarriosa, é infinitos prados naturales, en donde se crian porcion de yerbas. Los caminos son todos de herradura, en mal estado por lo quebrado del terreno, y conducen á los pueblos cercanos. La correspondencia se recibe dos veces á la semana de Albarracin, por peaton. ind.: un molino harinero de cubo que muele á balsadas. prod.: centeno, que es la mas abundante, trigo, cebada, avena, patatas, lentejas, yeros, y muchos pastos de verano; hay ganado lanar, cabrio y vacuno sin ninguna preferencia, y caza de perdices y liebres. pobl.: 170 vec., 678 almas, segun la matricula catastral. riqueza imp.: 45,632 rs. El presupuesto municipal asciende á 8,050 rs. con 29 mrs., y se cubren con 4,322 que producen el molino harinero, 3 deh., los pastos comunes, un censo y 3,759 rs. del carbon del monte pinar.
(Madoz, 1847, pp. 192-193)

Hasta la reforma de la nomenclatura municipal de 1916 el municipio se llamaba simplemente Frías. En dicha fecha su nombre fue modificado por el de Frías de Albarracín.

## Demografía
Frías de Albarracín cuenta con una población de 112 habitantes (INE 2024).
| Gráfica de evolución demográfica de Frías de Albarracín entre 1842 y 2021 |
| |
| Población de derecho según los censos de población del INE Población de hecho según los censos de población del INEEn estos censos se denominaba Frías: 1842, 1857, 1860, 1877, 1887, 1897, 1900 y 1910 |

## Economía
El concepto de deuda viva contempla sólo las deudas con cajas y bancos relativas a créditos financieros, valores de renta fija y préstamos o créditos transferidos a terceros, excluyéndose, por tanto, la deuda comercial. Entre los años 2008 a 2014 este ayuntamiento no tuvo deuda viva.

## Administración y política
| Período   | Alcalde                      | Partido |  |
| --------- | ---------------------------- | ------- |  |
| 1979-1983 | Fidencio Ponz Civera         | UCD     |  |
| 1983-1987 |                              |         |  |
| 1987-1991 |                              |         |  |
| 1991-1995 |                              |         |  |
| 1995-1999 |                              |         |  |
| 1999-2003 |                              |         |  |
| 2003-2007 | Benito Lacasa Frías          | PSOE    |  |
| 2007-2011 | Benito Lacasa Frías          | PSOE    |  |
| 2011-2015 | José Carlos Novella Lasheras | PAR     |  |
| 2015-2019 | Benito Lacasa Frías          | PSOE    |  |

| Partido político    | Partido político                                   | 2003   | 2007   | 2011   | 2015   |
| Partido político    | Partido político                                   | Ediles | Ediles | Ediles | Ediles |
|                     | Partido de los Socialistas de Aragón (PSOE-Aragón) | 4      | 4      | 2      | 3      |
|                     | Partido Aragonés (PAR)                             | —      | 1      | 3      | 2      |
|                     | Partido Popular de Aragón (PP)                     | 1      | —      | —      | —      |
|                     | Chunta Aragonesista (CHA)                          | —      | —      | —      | —      |
|                     | Compromiso con Aragón (CA)                         | —      | —      | —      | 1      |
| Total de concejales | Total de concejales                                | 5      | 5      | 5      | 5      |

## Lugares de interés
El pueblo, aunque pequeño, cuenta con algunas construcciones de interés arquitectónico-cultural como la iglesia de la Asunción, la ermita de San Roque y algunas casas repartidas por todo el casco urbano. En Casas de Frías se encuentra la ermita del Carmen.
En el municipio de Frías de Albarracín y en sus alrededores existen muchos lugares interesantes, entre ellos algunas fuentes naturales, curiosidades de la naturaleza y hasta rarezas como un pino conocido como el "árbol de la H". 
El pueblo está asentado en la ladera del cerro del Castillo, donde mediante excavaciones se ha puesto al descubierto el yacimiento de un poblado del año 1520 a. C. Desde allí puede verse la Peña Rubia y el Cañón de la Hoz. Cerca se encuentra la cueva del Diablo.
Hay muchas fuentes naturales cercanas al pueblo. Dos de ellas son las más visitadas: la Fuente del Berro y la Fuente del Buey. Las dos cuentan con merenderos para pasar una tarde agradable comiendo en el campo. Otras fuentes, aunque menos conocidas, son la Fuente Mentirosa (con su leyenda), la Fuente de la Mora (el agua nace de la misma piedra formando dos caños), la de la Toba, la del Rastrillo, la del Mosquito, la Fuente Vieja, ...
Existe otra leyenda sobre cierto lugar situado al lado de la Fuente de la Mora, llamado las Pisadas del Diablo. En la piedra se pueden apreciar una especie de huellas que dieron lugar a dicha leyenda. Otro fenómeno natural es la Sima, un barranco de muchos metros de profundidad.
La rareza citada anteriormente como el "árbol de la H" consiste en dos pinos que están unidos de forma natural por una rama, de modo que forman una figura parecida a la letra H. En efecto, una rama de uno de los pinos se unió de forma sorprendente al tronco de un pino cercano. Se puede observar, además, cómo el primer pino se alimenta del segundo,según lo muestra el grosor de sus troncos (se ve cuál está mejor alimentado).

## Comunicaciones
Frías de Albarracín se encuentra  situado en una encrucijada de caminos dentro de la sierra de Albarracín, en plenos Montes Universales. Se puede llegar desde Teruel por la carretera TE-901, pasando por Gea de Albarracín y Albarracín. Más adelante, en el cruce, cogeremos la carretera de Royuela. Antes de llegar a este pueblo nos desviaremos hacia Frías, pasando por Calomarde. Desde la provincia de Cuenca podremos llegar pasando por el nacimiento del río Tajo.

## Fiestas
Actualmente las principales fiestas de Frías de Albarracín son las fiestas patronales (del 14 al 18 de agosto), muy conocidas por toda la sierra y pueblos cercanos. El día de la Comunidad es una fiesta que cada año se celebra en un pueblo diferente de la comarca de Albarracín; Frías es uno de los pueblos participantes en el festejo. Algunas otras fiestas que se celebraban hace años se han perdido por diversas causas, entre ellas la del Corpus y la de los Mayos.